# Michael B. Jordan
Michael Bakari Jordan (Santa Ana, Kalifornia, 1987. február 9. –) amerikai színész.
Fontosabb filmes alakításai közé tartozik a rendőrök által agyonlőtt Oscar Grant megformálása A megálló című 2013-as filmben, Fáklya A fantasztikus négyes című szuperhős-filmben (2015), továbbá Adonis Creed a Creed: Apollo fia 2015), a Creed II. (2018) és a Creed III. (2022) című Rocky-folytatásokban. Emellett szerepelt a Red Tails: Különleges légiosztag (2012), Az erő krónikája (2012) és a Csajkeverők (2014) című filmekben is.
A filmezés mellett televíziós sorozatokban is látható: egyéb szerepek mellett feltűnt a Friday Night Lights – Tiszta szívvel foci, a Drót, az All My Children és a Vásott szülők epizódjaiban.

## Gyermekkora és tanulmányai
Michael B. Jordan a kaliforniai Santa Ana városában látta meg a napvilágot. Középső neve Bakari, melynek jelentése szuahéli nyelven „nemes ígéret”. Édesanyja, Donna (leánykori nevén Davis) Jordan művész és középiskolai tanácsadó, édesapja Michael A. Jordan. A három gyerekes családban Jordan a középső gyerek – van egy nővére, Jamila és egy öccse, Khalid. A család két évet töltött Kaliforniában, majd Newarkba, New Jerseybe költöztek. Jordan a Newark Arts High School nevű középiskolába járt, ahol édesanyja is dolgozik és ahol Jordan versenyszerűen kosárlabdázott.

## Színészi pályafutása
Jordan eredetileg nem tervezett színészi pályát, gyerekként modellkedett helyi vállalkozásoknak, valamint a Modell's nevű sportszergyártó és a Toys "R" Us játékokat forgalmazó cégeknek.
Hivatásos színészként 1999-ben debütált, amikor rövid időre feltűnt a Cosby és a Maffiózók című sorozatok egy-egy epizódjában. Első filmes szerepe az Aranytartalék című 2001-es filmben volt, melynek főszereplője Keanu Reeves. 2002-ben a drogdíler Wallace-t alakította egy kisebb, de fontos szerepben a Drót című drámasorozatban. 2003 tavaszán csatlakozott az All My Children című amerikai szappanopera szereplőgárdájához és 2006 nyaráig, szerződése idő előtti megszüntetéséig Reggie Porter, egy problémás tizenéves fiú szerepében volt látható a sorozatban.
Vendégszerepelt olyan sorozatokban, mint a CSI: A helyszínelők, a Nyomtalanul és a Döglött akták. Ezután főszerepet kapott A felvonó című független filmben, majd a The Assistants című kanadai szitcomban szerepelt. 2008-ban szerzőként részt vett a Homeroom Heroes című könyv megírásában, mely egy középiskolásoknak szóló motivációs mű. 2009-ben ismét egy sorozatszerep következett, a Minden lében négy kanál című sorozatban egy bajba keveredett futballjátékosként tűnt fel. 2010-ben bokszolóként kapott szerepet az Esküdt ellenségek: Bűnös szándék egyik epizódjában.

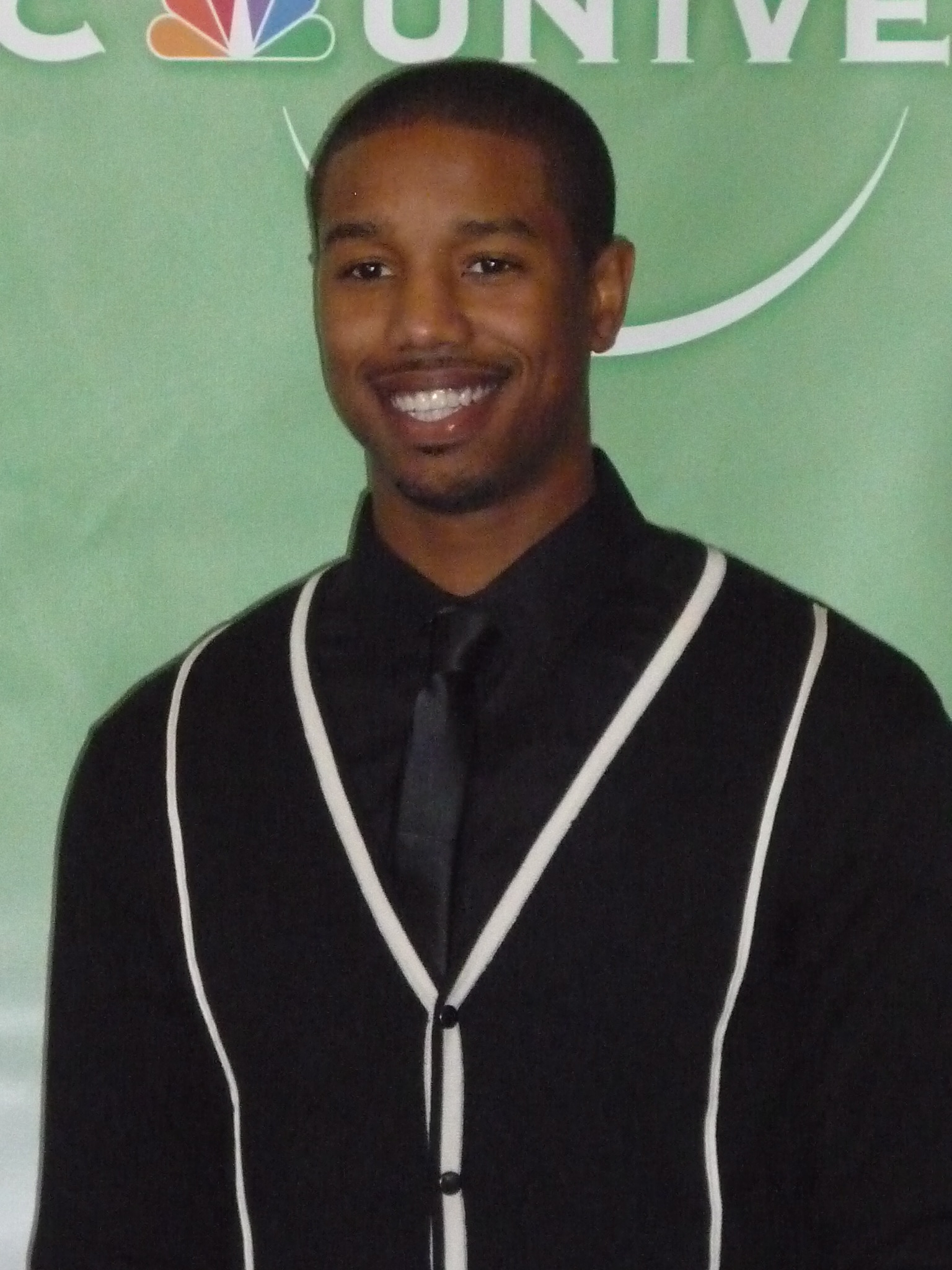
Jordan 2008-ban

2009-ben kezdett szerepelni az NBC Friday Night Lights − Tiszta szívvel foci című sorozatában, mint az amerikai futballista Vince Howard; ezalatt Jordan Austinba költözött, ahol a sorozatot is forgatták. Két évadon át alakította Howardot, amíg a sorozat 2011-ben véget nem ért. 2010-ben visszatérő szerepet kapott a Vásott szülők című szintén NBC produkcióban (ez volt második együttműködése Jason Katims producerrel, aki korábban a Tiszta szívvel foci című sorozatot is készítette). 2011-ben Jordan 80. helyezést ért el a BuddyTV weboldal „2011 legszexibb televíziós színészei” listáján. Ugyanebben az évben a Gears of War 3 nevű Xbox 360 játékban a hangját kölcsönözte egy szereplőnek.
2012-ben szerepelt a Red Tails: Különleges légiosztag című filmben (melynek producere George Lucas) és főszerepet kapott az Az erő krónikájában, melyben három tizenéves fiú természetfeletti képességekre tesz szert. Jordan vendégszerepelt a Doktor House utolsó évadjában, egy vak pácienst alakított. 2013-ban Oscar Grantot, a rendőrök által agyonlőtt fekete fiút formálta meg A megálló című, Ryan Coogler által rendezett filmben. A kritikusok dicsérték Jordan alakítását, Todd McCarthy, a The Hollywood Reporter filmkritikusa azt írta róla, hogy a színész a fiatal Denzel Washingtonra emlékezteti őt.
A megálló után a People és a Variety magazinok is azon színészek között említették meg Jordan nevét, akikre érdemes odafigyelni. A Time magazin, az Entertainment Weekly és a GQ magazin is hasonló véleményeket fogalmazott meg. 2011-ben a színész az Az Igazság Ligája: A Villám-paradoxon című animációs szuperhősfilmben szinkronszínészként kölcsönözte Cyborg hangját.

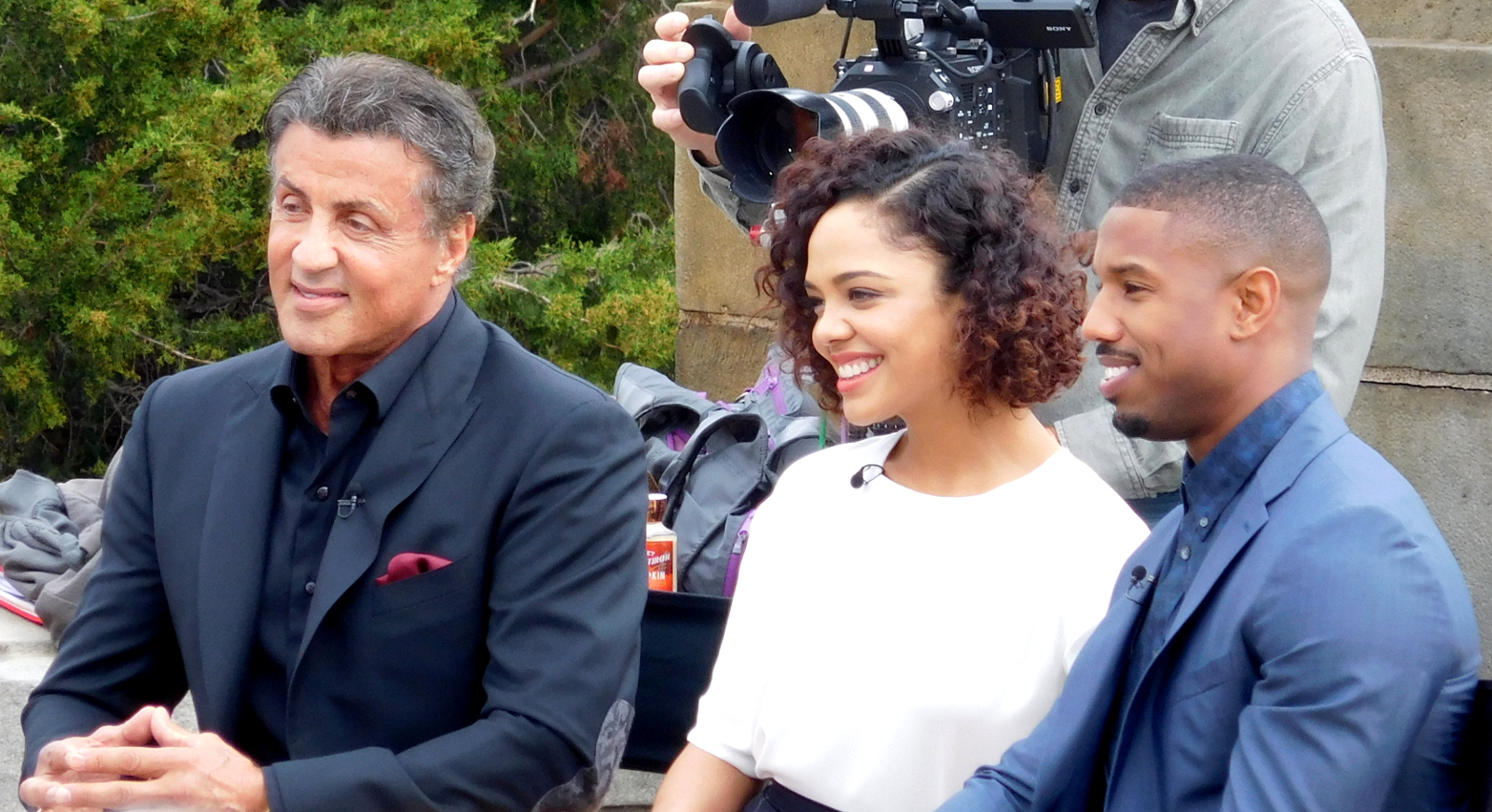
A Creed: Apollo fia szereplőivel, Sylvester Stallonéval és Tessa Thompsonnal a film népszerűsítése közben, 2015 novemberében

2014-ben vendégszerepelt Zac Efron és Miles Teller oldalán a Csajkeverők című romantikus vígjátékban, 2015-ben Fáklya (Johnny Storm) alakját öltötte magára A fantasztikus négyes című szuperhősfilmben, melyben Teller szintén szerepelt.
2015-ben a Rocky folytatásában, a Creed: Apollo fia című sportdrámában Sylvester Stallone mellett kapott főszerepet, mint a bokszoló Apollo Creed fia, Adonis Creed, mellyel kritikai sikert ért el (ez volt második filmes együttműködése Ryan Coogler rendezővel). Jordan a megerőltető szerepre egy évnyi kemény edzéssel és szigorú diétával készült fel, majd dublőr nélkül hajtotta végre a küzdelmi jeleneteket, kisebb sérüléseket szerezve a forgatás alatt.
A jövőben Jordan harmadik alkalommal is együtt fog dolgozni Cooglerrel a Wrong Answer című filmben, amely a 2009-ben kirobbant, atlantai vizsgacsalásokkal kapcsolatos botrányt filmesíti majd meg. Továbbá szerepelni fog mint Bryan Stevenson emberi jogi ügyvéd a Just Mercy című életrajzi filmben, A Thomas Crown-ügy egy újabb feldolgozásában, valamint a Black Panther című szuperhősfilmben Erik Killmongerként (mely negyedik közös munkája lesz Cooglerrel).

## Magánélete
Jordan 2006 óta Los Angelesben lakik. Vallásos családban felnevelkedve önmagát felnőttként spirituális beállítottságúnak tartja.

## Filmográfia

### Film
| Év   | Magyar cím                            | Eredeti cím                            | Szerep                         | Magyar hang     | Rendező                |
| ---- | ------------------------------------- | -------------------------------------- | ------------------------------ | --------------- | ---------------------- |
| 1999 | Fekete-fehér                          | Black and White                        | tizenéves fiú                  |                 | James Toback           |
| 2001 | Aranytartalék                         | Hardball                               | Jamal                          |                 | Brian Robbins          |
| 2007 | A felvonó                             | Blackout                               | C.J.                           |                 | Jerry Lamothe          |
| 2009 |                                       | Pastor Brown                           | Tariq Brown                    |                 | Rockmond Dunbar        |
| 2012 | Red Tails: Különleges légiosztag      | Red Tails                              | Maurice 'Bumps' Wilson         | Kisfalusi Lehel | Anthony Hemingway      |
| 2012 | Az erő krónikája                      | Chronicle                              | Steve Montgomery               | Varga Gábor     | Josh Trank (1.)        |
| 2013 | A megálló                             | Fruitvale Station                      | Oscar Grant                    | Szabó Máté      | Ryan Coogler (1.)      |
| 2013 | Az Igazság Ligája: A Villám-paradoxon | Justice League: The Flashpoint Paradox | Victor Stone / Cyborg (hangja) | Szatory Dávid   | Jay Oliva              |
| 2014 | Csajkeverők                           | That Awkward Moment                    | Mikey                          | Kovács Lehel    | Tom Gormican           |
| 2015 | A fantasztikus négyes                 | Fantastic Four                         | Johnny Storm / Fáklya          | Horváth Illés   | Josh Trank (2.)        |
| 2015 | Creed: Apollo fia                     | Creed                                  | Adonis 'Donnie' Johnson Creed  | Szabó Máté      | Ryan Coogler (2.)      |
| 2018 | Fekete Párduc                         | Black Panther                          | Erik "Koncoló" Stevens         | Ember Márk      | Ryan Coogler (3.)      |
| 2018 | A kötelék                             | Kin                                    | takarító (cameo)               | Ember Márk      | Jonathan és Josh Baker |
| 2018 | Creed II.                             | Creed II                               | Adonis 'Donnie' Johnson Creed  | Szabó Máté      | Steven Caple Jr.       |
| 2019 | Just Mercy – A kegyelem ára           | Just Mercy                             | Bryan Stevenson                | Ember Márk      | Destin Daniel Cretton  |
| 2021 | Bűntudat nélkül                       | Without Remorse                        | John Clark                     | Ember Márk      | Stefano Sollima        |
| 2021 | Space Jam: Új kezdet                  | Space Jam: A New Legacy                | önmaga                         | Kisfalusi Lehel | Malcolm D. Lee         |
| 2021 | Napló kisfiamnak                      | A Journal for Jordan                   | Charles Monroe King            | Szabó Máté      | Denzel Washington      |
| 2022 | Fekete Párduc 2.                      | Black Panther: Wakanda Forever         | Erik "Koncoló" Stevens         | Ember Márk      | Ryan Coogler (4.)      |
| 2022 |                                       | Legends of the Lane                    | önmaga                         |                 | The Malloys            |
| 2023 | Creed III.                            | Creed III                              | Adonis 'Donnie' Johnson Creed  | Szabó Máté      | Michael B. Jordan      |
| 2025 | Bűnösök                               | Sinners                                | Elijah Smoke és Stack          | Horváth Illés   | Ryan Coogler (5.)      |

### Televízió
| Év        | Magyar cím                                | Eredeti cím                    | Szerep                          | Megjegyzések                                               |
| --------- | ----------------------------------------- | ------------------------------ | ------------------------------- | ---------------------------------------------------------- |
| 1999      | Maffiózók                                 | The Sopranos                   | kölyök                          | 1 epizód                                                   |
| 1999      |                                           | Cosby                          | Mike                            | 1 epizód                                                   |
| 2002      | Drót                                      | The Wire                       | Wallace                         | 11 epizód                                                  |
| 2003–2006 |                                           | All My Children                | Reggie Porter Montgomery        | 52 epizód                                                  |
| 2006      | CSI: A helyszínelők                       | CSI: Crime Scene Investigation | Morris                          | 1 epizód                                                   |
| 2006      | Nyomtalanul                               | Without a Trace                | Jesse Lewis                     | 1 epizód                                                   |
| 2007      | Döglött akták                             | Cold Case                      | Michael Carter                  | 1 epizód                                                   |
| 2009      | Minden lében négy kanál                   | Burn Notice                    | Corey Jensen                    | 1 epizód                                                   |
| 2009      | Dr. Csont                                 | Bones                          | Perry Wilson                    | 1 epizód                                                   |
| 2009      |                                           | The Assistants                 | Nate Warren                     | 13 epizód                                                  |
| 2009–2011 | Friday Night Lights – Tiszta szívvel foci | Friday Night Lights            | Vince Howard                    | 26 epizód                                                  |
| 2010      | Esküdt ellenségek: Bűnös szándék          | Law & Order: Criminal Intent   | Danny Ford                      | 1 epizód                                                   |
| 2010      | Hazudj, ha tudsz!                         | Lie to Me                      | Key                             | 2 epizód                                                   |
| 2010–2011 | Vásott szülők                             | Parenthood                     | Alex                            | 16 epizód                                                  |
| 2012      | Doktor House                              | House                          | Will Westwood                   | 1 epizód                                                   |
| 2012      |                                           | County                         | Travis Hancock                  | próbaepizód, nem került adásba                             |
| 2014      |                                           | Ridiculousness                 | vendégsztár                     |                                                            |
| 2014      | A kertvárosi gettó                        | The Boondocks                  | Pretty Boy Flizzy (hangja)      |                                                            |
| 2015      | Bear Grylls: Sztárok a vadonban           | Running Wild with Bear Grylls  | vendégsztár                     | 2. évad 7. epizód                                          |
| 2018      | Fahrenheit 451                            | Fahrenheit 451                 | Guy Montag                      | - tévéfilm - vezető producer - magyar hangja: - Szabó Máté |
| 2019      |                                           | Gen:Lock                       | Julian Chase (hangja)           | - websorozat - vezető producer                             |
| 2019      | Szuperhőst nevelek                        | Raising Dion                   | Mark Reese                      | - 3 epizód - vezető producer - magyar hangja: - Ember Márk |
| 2021      | Love, Death & Robots                      | Love, Death & Robots           | Terence (hangja)                | 1 epizód                                                   |
| 2021      | Mi lenne, ha…?                            | What If...?                    | Erik "Koncoló" Stevens (hangja) | - 2 epizód - magyar hangja: - Ember Márk                   |

### Videójátékok
| Év   | Cím                  | Szerep                          | Megjegyzések                |
| ---- | -------------------- | ------------------------------- | --------------------------- |
| 2011 | Gears of War 3       | Jace Stratton (hangja)          |                             |
| 2016 | NBA 2K17             | Justice Young / önmaga (hangja) | házigazda a MyCareer módban |
| 2017 | Wilson's Heart       | Kurt Mosby (hangja)             |                             |
| 2018 | Creed: Rise to Glory | Adonis Creed (hangja)           |                             |

## Fordítás
Ez a szócikk részben vagy egészben  a   Michael B. Jordan című angol Wikipédia-szócikk fordításán alapul.  Az eredeti cikk szerkesztőit annak laptörténete sorolja fel. Ez a jelzés csupán a megfogalmazás eredetét és a szerzői jogokat jelzi, nem szolgál a cikkben szereplő információk forrásmegjelöléseként.